# زابیله (گمینا کولنو)
زابیله (به لهستانی:  Zabiele) یک روستا در لهستان است که در گمینا کولنو (استان پودلاسکی) واقع شده‌است. زابیله ۷۴۴ نفر جمعیت دارد.